# 水團 (食品)
水團（日语：水団），是一種日本食物 ，把麵團切成小塊，放在湯中煮熟食用。

## 概論
水團這種食品歷史悠久，其根源可見於室町時代。它也被稱為“水餃”。像今天這種形式的水團出現在江戶時代後期。從江戶時代到戰前，有專賣水團的攤位和飯館，是當時普通百姓的流行食品。雖然在大正時代中期大幅減少，但在關東大地震後不久，隨著糧食狀況的惡化，被燒毀的田地裡到處都是攤位。
做法也因各地有差異，有些在麵團中加入堅果等材料，放在上湯中和配料煮熟，最簡單就是直接把淨麵團放在沸水中煮熟。
在日本二戰末期至戰敗初期糧食短缺，水團是取代米的主食。